# Oculus (film)
Oculus je ameriška nadnaravna psihološka grozljivka iz leta 2013, delo režiserja in scenarista Mikea Flanagana. Film je doživel svojo svetovno premiero 5. septembra 2013 na mednarodnem filmskem festivalu v Torontu, v kina pa je bil izdan 11. aprila 2014. Karen Gillan igra mladenko, ki je prepričana, da je starodavno ogledalo odgovorno za smrt njene družine. Film je nastal po Flanaganovem prejšnjem kratkem filmu Oculus: Chapter 3 - The Man with the Plan.

## Vsebina
Film se dogaja v sedanjosti in 11 let pred tem. Leta 2002 se je inženir Alan Russel preselil v novo hišo skupaj s ženo Marie, 10-letnim sinom Timom in 12-letno hčerko Kaylie. Alan prinese starinsko ogledalo, da bi krasilo njegovo pisarno. Toda ne vedo, da je ogledalo prekleto in kmalu začneta oba starša doživljati privide; Marie začne videvati lastno truplo, Alan pa duha Marisol, ženske, ki ima namesto oči ogledala. 
Starša kmalu postaneta neuravnovešena; Alan se začne zapirati v pisarno, Marie pa podleže paranoji. V tem času ovenijo vse rastline v hiši in izgine družinski pes, ki ga so ga zaprli v sobo z ogledalom. Kaylie enkrat vidi očeta s Marisol in to pove mami. Marie in njen mož se sporečeta in eno noč, ko Alana ni doma, Marie v ogledalu opazi krvavenje iz stare rane. Marie znori in skuša ubiti lastne otroke, vendar ji to prepreči Alan ter prepove otrokom kakršnekoli obiske mame, ker se ne počuti dobro. Ko družina ostane brez hrane, otroka za pomoč prosita očeta. Ko opazita, da je oče pod vplivom ogledala, Kaylie odide k mami, čeprav jima je to oče prepovedal. Kaylie vidi da je mama vklenjena v verige in da se obnaša kot žival, zato s Timom prosita za pomoč pri sosedih, ki njuni zgodbi ne verjamejo. Ko skušata poklicati zdravnika za mamo, Kaylie ugotovi, da se javi vedno ista oseba, ki želi najprej govoriti z očetom. 
Neko noč Alan odklene Marie in skupaj napadeta otroka, vendar Alan ustreli Marie ter jo ubije. Otroka skušata uničiti ogledalo s palico za golf, vendar tolčeta le po zidu. Alan nato prisili Tima, da ga ustreli in ubije. Tim in Kaylie takrat opazita še duhove ostalih žrtev ogledala. Odločita se, da bosta skupaj uničila ogledalo, ko odrasteta. Kasneje pride policija in odpelje Tima v poboljševalnico. Tim med vožnjo opazi duhova svojega očeta in mame.
Enajst let kasneje se Tim vrne iz psihiatrične bolnišnice in verjame, da v smrt njegovih staršev ni bila vpletena nobena nadnaravna sila. Medtem je Kaylie večino svoje mladosti preživela v raziskovanju preteklosti prekletega ogledala. S poklicem nepremičninske agentke je dobila dostop do ogledala in ga pripeljala v njihovo staro družinsko hišo ter v sobo z ogledalom namestila kamere in napravo, s katero bi razbila ogledalo. Kaylie namerava uničiti ogledalo, vendar hoče še pred tem dobiti dokaze o nadnaravni aktivnosti ogledala, ki je uničila njeno družino.
Tim se pridruži Kaylie, še vedno prepričan, da staršev ni ubila nobena nadnaravna sila. Kaylie mu predstavi svoj načrt in Tim se spre z njo. Medtem v hiši ovenijo rastline. Tim končn začne verjeti Kaylie in skupaj skušata pobegniti iz hiše, vendar jima sila ogledala ne pusti iz hiše. Skušata poklicati policijo, vendar na drugi strani slišita enak glas kot v otroštvu. Kaylie dobi privid svoje mame, katero zabode v vrat, vendar kmalu opazi, da je v resnici zabodla svojega zaročenca, ki kmalu zatem umre. Tim in Kaylie začneta doživljati še več halucinacij ostalih žrtev ogledala, dokler Tim ne sproži naprave, s katero bi uničil ogledalo. Vendar ta zabode Kaylie, ki nato umre. Kmalu prispe policija in aretira histeričnega Tima kot v otroštvu. Tako kot pred leti Tim trdi, da je krivo ogledalo. Ko ga odpeljejo v policijskem avtomobilu, opazi Kayliein duh in se spomni obljube, da bosta uničila ogledalo.

## Igralci
- Karen Gillan kot Kaylie Russell
  - Annalise Basso kot 12 letna Kaylie
- Brenton Thwaites kot Tim Russell
  - Garrett Ryan Ewald kot 10 letni Tim
- Katee Sackhoff kot Marie Russell
- Rory Cochrane kot Alan Russell
- James Lafferty kot Michael Dumont
- Miguel Sandoval kot dr. Graham
- Kate Siegel kot Marisol Chavez